# ASPM
ASPM es un gen humano que se encuentra situado en el brazo largo del cromosoma 1 (1q31), entre las bases 197.053.256 y 197.115.823. Codifica una proteína del mismo nombre que tiene importantes funciones en el proceso de división celular, sobre todo en el desarrollo del tejido cerebral, haciendo posible la multiplicación de las células progenitoras de este órgano durante el periodo embrionario para que alcance un tamaño y desarrollo adecuado. Las mutaciones en el gen ASPM son las responsables de alrededor del 50% de los casos de una enfermedad presente desde el momento del nacimiento denominada microcefalia hereditaria primaria o micocefalia autosómica recesiva, en la cual la cabeza y el cerebro son de tamaño inferior al normal, presentado también los pacientes afectados déficit intelectual y retraso en el desarrollo. Se han descrito más de 80 mutaciones diferentes en el gen ASPM que pueden provocar este trastorno.